# Убиство је лако
Убиство је лако је детективски роман британске књижевнице Агате Кристи први пут објављен у Великој Британији од стране издавачке куће "Collins Crime Club" 5. јуна 1939. и у САД од стране издавачке куће "Dodd, Mead and Company" у септембру исте године под насловом Убити је лако. Кристин епизодни лик надзорник Бетл се на крају на кратко појављује, али не игра никакву улогу ни у решавању загонетке ни у хапшењу злочинца. Британско издање се продавало по цени од седам шилинга и шест пенија, а издање у САД по цени од 2 долара.
Роман се односи на напоре полицајца у пензији Лука Фицвилијама да открије идентитет серијског убице који убије у селу Вичвуд под Ешом. Он сазнаје да су за низ смртних случајева мештани погрешно мислили да су несреће док месни племић лорд Витфилд већину смрти приписује божанској правди.

## Радња
По повратку у Енглеску након посла у полицији у иностранству, Лук Фицвилијам дели вагон за Лондон са Лавинијом Пинкертон. Она разговара са њим о свом разлогу да отпутује у Скотланд Јард, надајући се споразуму. Она планира да пријави низнг убицу у свом селу и говори му ко је убијен и ко ће следећи бити убијен. Ејми Гибс, Томи Пирс и Хари Картер су побијени, а следећа жртва ће бити др. Џон Хамблби. Ова жена Лука подсећа на омиљену тетку па он љубазно одговара и сећа се шта је рекла.
Када је прочитао о смрти госпођице Пинкертон следећег дана, а затим и о смрти др. Хамблбија који је умро од сепсе, Лук не мирује него путује у село Вичвуд под Ешом. Он се представља као писац који тражи материјал за проналазак књиге о веровањима у враџбине и сујеверје док истражује. Он остаје у кући Гордона Рага званог лорд Витфилд (Истерфилд у америчком издању) и тврди да је брат од тетке Витфилдове веренице Бриџит Конвеј и рођак његовог доброг пријатеља. Он и Конвејева добијају помоћ Онорије Вејнфлет, жене за коју верују да познаје особу која стоји иза смрти. Лук разговара са сељанима како би сазнао приче о недавним убиствима, међу којима је и господин Абот, заступник који је дао отказ Томију Пирсу, пречасни господин Вејк, месни свештеник, господин Елсворти, власник старинарнице који изгледа као да је психички неуравнотежен и др. Томас, Хамблбијев млађи ортак. Људи у селу на смрт гледају као на несрећу. Ејми Гибс је умрла пошто је грешком попила боју за шешир у мраку уместо лека за кашањ, Томи Пирс је пао са прозора са горњег спрата у библиотеци док је чистио прозоре, Хари Картер је пао са моста у пијаном стању и удавио се у блату, а Хамблби је умро од посекотине која се заразила. Лук сазнаје да је госпођа Лидија Хортон била још једна жртва ових несрећа — она се опорављала од акутног гастритиса и било је боље пре него што је имала изненадни рецидив и умрла.
Лук верује да је Елсворти убица због његове психичке неуравнотежености, а то што је Елсворти виђен како се враћа кући са крвљу на рукама само је допринело овој слици. Касније тог дана, Лук и госпођица Вејнфлет су сведочили како се Витфилд свађао са својим возачем Риверсом који је одвезао његов Ролс-Ројс да се провоза. Лук проналази Риверса мртвог, убијеног украсним каменом. Лук и Бриџит схватају да су заљубљени једно у друго, а Бриџит говори Гордону о својој одлуци да раскине веридбу. Кад је разговарао са Луком, Гордон је дао чудну изјаву. Он тврди да Бог убија људе који му наносе штету, делећи божанску правду над грешницима. Витфилд помиње да се госпођа Хортон свађала са њим, Томи Пирс је направио подругљиве утиске о њему, Хари Картер је викао на њега док је био пијан, Ејми Гибс је била дрска према њему, Хамблби се није сложио са њим у вези са водоснабдевањем у селу, а Риверс је користио његова кола без дозволе а затим му је говорио без поштовања и сви су убрзо потом помрли. Витфилд предвиђа да ће и Лук и Бриџит, пошто су му нанели неправду, ускоро дочекати исту судбину.
Лук се предомислио о томе ко је одговоран за смрт, сматрајући Витфилда убицом. Он се посаветовао са госпођицом Вејнфлет која је потврдила његове сумње и рекла му како је знала да је луд: када су били млађи, она и Витфилд су били верени, али једне вечери, Витфилд је убио канаринца ког је она имала као кућног љубимца и изгледао је као да ужива у томе. Она је онда раскинула веридбу.
Лук и Бриџит су одлучили да она напусти Витфилдово имање и остане у кући Онорије Вејнфлет. Лук је узео њихов пртљаг и спремио се за одлазак док су Бриџит и Онорија шетале шумом. Онорија открива да је убица. Током веридбе са Витфилдом, Онорија је убила свог кућног љубимца пошто ју је кљуцнуо што је навело Гордона да одустане од веридбе. Она се заклела да ће се осветити Гордону и одлучила је да му смести злочине које није починио. Подстицала га је у веровању да Бог тражи тренутну одмазду за оне који га не поштују.

## Ликови
Главни
- Луке Фицвилијам – бивши полицајац из Индије који у возу за Лондон упознаје Лавинију Пинкертон, уседелицу типа госпођица Марпл која покреће заверу чак и пошто је убијена. Он је истражитељ почетник који открива убицу, али скоро прекасно
- Бриџит Конвеј - сестра од ујака Џимија Лоримера
- Лорд Витфилд (Истерфилд у америчком издању) – Гордон Раг, милионер који је стекао све са својих десет прстију и Бриџитин вереник. Он је власник виле "Еш"
- Онорија Вејнфлет – уседелица која је била верена за Гордона Рага

Осумњичени
- Господин Елсворти – власник старинарнице који изводи окултне обреде
- Др. Џефри Томас – сеоски лекар (и ортак покојног др. Хамблбија)
- Мајор Хортон – удовац који поседује булдоге
- Господин Абот – месни заступник који је запослио Томија Пирса
- Господин Вејк – месни ректор

Споредни ликови
- Госпођа Анструтер – Бриџитина тетка
- Џими Лоример - Луков пријатељ и Бриџитин брат од тетке
- Госпођа Чрч - тетка Ејми Гиб
- Госпођа Пирс – Томијева мајка, има продавницу дувана и папира
- Госпођа Џеси Хамблби – удовица др. Хамблбија и Роузина мајка
- Роуз Хамблби - ћерка др. Хамблбија
- Надзорник Бетл - инспектор из Скотланд Јарда који помаже да се затвори случај и хапси осумњиченог.
- Сер Вилијам Осингтон – Били Коска, Луков пријатељ из Скотланд Јарда

Жртве
- Хари Картер – станодавац „Седам звезда“ и пијандура
- Ејми Гибс – служавка
- Госпођа Лидија Хортон – супруга мајора Хортона
- Др. Хамблби - месни лекар
- Томи Пирс – досадни младић
- Госпођица Лавинија Пинкертон - уседелица
- Господин Риверс - возач лорда Витфилда

## Књижевни значај и пријем
Часопис Књижевни додатак је 10. јуна 1939. објавио је рецензију књиге Мориса Персија Ешлија заједно са књигом И смрт је дошла Ричарда Хала коју је почела овако: „Недеља у којој се појављују нови романи господина Хала и госпође Кристи требало би да буде недеља црвеног писма за познаваоце детективских романа. Мора се, међутим, нерадо признати да ниједан од њих није у потпуности на нивоу."
Након што је у изолацији размотрио роман И смрт је дошла, господин Ешли је скренуо пажњу на Убиство је лако и почео: „Госпођа Кристи је напустила месје Херкула Поароа у свом новом роману, али мора се признати да је његовом помоћнику Луку Фицвилијаму, полицајцу у пензији из државе Мајанге, посебно недостају 'мале сиве ћелије'. Поаро је можда недавно постао, са напредовањем година, безначајан, али одсуство чини да му срце расте." Након што је изложио основе радње и романтична занимања главног лика, господин Ешли је закључио: "Он (Лук) је мање делотворан детектив него љубавник, што и није изненађујуће јер ни он ни читалац немају јасних трагова који упућују на фантастично успешног убицу. Љубавно занимање једва да надокнађује недостатак детекције и ликови су на ивици карикатуре. Није Фицвилијам у стању да довољно живо ухвати околности ранијих убистава.“
За часопис Преглед књиге њујоршког Времена 24. септембра 1939. Кеј Ирвин је рекла да је књига „један од најбољих загонетних романа Агате Кристи, прича очаравајућа по својој радњи, паметна и живахна у својим ликовима и сјајна у својој техници“. Она је закључила: „Занимање приче је непоколебљиво, а крај доноси узбуђење као и изненађење.
Вилијам Блант из часописа Посматрач 4. јуна 1939. поставио је питање у вези са Кристиним способностима да пише не-крими романе, што показује да њен псеудоним Мери Вестмакот још није био познат јавности: „Не бих волео да морам да кажем под заклетвом за коју причу Агате Кристи мислим да је најбоља, али мислим да могу да кажем да је ова добрано у првих шест. Хумор и људскост су њене појединости које постављају питање на које само једна особа може дати одговор. Агата Кристи се навикла да свој вез ради на црној позадини. Да ли је могла или није могла да изостави смрт и откривање и да вез и на зеленој позадини. „Верујем да је она један од ретких детективских романописаца који би то могли. Када би дозволила себи да покуша само из забаве, верујем да би то било веома забавно и за друге људе."
Е. Р. Паншон у издању часопис ЧУвар од 11. јула 1939. рекао је да „читаоцима може недостајати скоро натприродна Поароова лукавост, али онда када би Лук такође зависио од чувених 'малих сивих ћелија', он би био само још један Поаро уместо да има своје сопствене грешке, непосредне, али на крају делотворне методе." Господин Паншон је сабрао утиске рекавши да прича „мора да се сматра још једним доказом неисцрпне домишљатости госпође Кристи“.
Мери Дел из часописа Дневно огледало написала је 8. јуна 1939. године: „Натераће вас да нагађате да ли је ова најновија књига из пера једног од најбољих писаца трилера икада“.
Неименовани рецензент часописа Дневне звезда Торонта 2. децембра 1939. рекао је: „Анемична нит романтике прети да се повремено прекине, али загонетка је задовољавајућа и пуна неизвесности“.
Роберт Барнард: „Архетипска прича о Мејхем Парви са свим најбољим састојцима: село у стилу Кренфорда са 'око шест жена за сваког мушкарца'. Лекари, заступници, пуковници у пензији и трговци старинама. Сумње на црну магију и, као по могућству додатни састојак, незаборавно ужасан лорд. И наравно великодушан додатак, оштра стара уседелица. Другачије него у већини детективских романа је можда то што је решење на самом крају у основи почетничко. Један од класика."

## Прилагођавања

### Позориште
Роман је прилагодио као позоришну представу 1993. године Клајв Екстон.

### Филм
Роман је екранизован као филму у Сједињеним Државама 1982. године. Између осталих, глумачку поставу чинили су Бил Биксби (Лук), Лесли-Ен Даун (Бриџит), Оливија де Хавиленд (Онорија) и Хелен Хејс (Лавинија). Екранизација је верно урађена роману, а једине разлике су то што Лук није полицајац у пензији већ професор са МТИ-ја на одмору и што се надзорник Бетл не појављује.

### Телевизија
Роман је екранизован 2009. године уз укључивање госпођице Марпл (коју глуми Џулија Макензи) као епизоде четврте сезоне серије Марпл. Екранизација је значајно одступила од романа уклањањем неких ликова у њему, додавањем нове и мењањем оних који су остали. Уведене су нови подзаплети, а промењена је и побуда убице:
- Госпођица Марпл упознаје Лавинију Пинкертон у возу, а не Лук и од ње сазнаје за њене сумње о смрти у селу и њеним плановима да оде у Скотланд Јард.
- Пинкертонова је страдала у паду низ покретне степенице на лондонској станици (о чему је Марплова прочитала у новинама), а не у гажењу колима док је ишла за Скотланд Јард.
- Прве две жртве - сеоски свештеник и старија жена која је правила кућне лекове - умиру другачије. Свештеник је убијен тако што је убица петљао са његовом маском за пчеларство због чега је удисао смртоносна испарења приликом прскања, а жена је умрла пошто је унела отров. Отровне печурке су кришом убачене у лонац са чорбом која се крчкала на рингли.
- Госпођица Марпл упознаје Лука Фицвилијама (Бенедикт Камбербач) у селу. Он није пензионер, већ активни полицијски детектив и бави се имовином преминулог рођака. Обоје препознају међусобне истражне склоности и заједно раде на решавању убистава.
- Гордон Витфилд и Џајлс Елсворти се не појављују. Због тога је за Онорију речено да је некад била верена за Хјуа Хортона уместо за лорда Витфилда.
- Два нова подзаплета врте се око убиства. Једна је политичка кампања у селу у којој је један од кандидата знао за смрт Оноријиног брата и због тога је био уцењен, а други се усредсређује на Бриџит. Бриџит је Американка која је дошла у село како би сазнала за необичне околности свог рођења (пронађена је у близини села у корпи пуштеној низ реку). У роману, Бриџит је већ била добро успостављена у селу и заправо је била верена за лорда Витфилда док је Лук тек стигао у село и договарао се да дође и истражи тејенствене смрти под изговором да је Бриџитин брат од тетке.
- Ејми Гибс постала је рођака једне од жртава (у епизоди се зове Флори) и живи са Оноријом.
- Онорија Вејнфлет (Ширли Хендерсон) приказана је као подједнако поремећена, али много млађа жена са побудом другачијом од оне која јој је дата у роману. Откривено је да је њена нова побуда за убиства потреба да сакрије истину иза догађаја између ње и њеног брата са сметњама у развоју који ју је силовао пошто је пробао виски и био подучен „животним чињеницама“ . Онорија је признала да је препустила своју ћерку судбини кад ју је оставила да плута у корпи на истој реци у коју је неколико месеци раније гурнула свог брата у смрт. Када се њено давно изгубљено дете Бриџит вратило да тражи одговоре, Онорија је била приморана да побије све оне који су знали истину о њеним поступцима.

Роман је екранизован као епизода француске телевизијске серије Мала убиства Агате Кристи 2015. године.

### Радио
Роман је за Би-Би-Си радио 4 у три дела прилагодио Џој Вилкинсон, а режирала Мери Пит. У глумачкој поставили били су Патрик Балади као Лук Фицвилијам, Лидија Леонард као Бриџит Конвеј, Мајкл Кокрејн као лорд Витфилд, Марша Ворен као Онорија Вејнфлет, Марлин Сидавеј као госпођица Пинкертон и Патрик Бренан као Били Коска и Риверс.